# فروخ باي
فروخ باشا بن عبد الله (المعروف أيضًا باسم فروخ باي)، (توفي عام 1620-1621)، كان الحاكم العثماني لنابلس والقدس في أوائل القرن السابع عشر، هو مؤسس سلالة فروخ التي كانت حاكمة نابلس ومناصب أخرى في معظم القرن السابع عشر.

## سيرته الشخصية
ولد فروخ في شركيسيا، حيث تم أسره أو شراؤه كعبيد. أصبح جندي لدى بهرام باشا شقيق رضوان باشا وسنجق بك حاكم منطقة نابلس في أواخر القرن السادس عشر تحت رعاية بهرام. كان فروخ مثقفًا ومدربًا جيدًا للعمل في الحكومة.
في عام 1596 ساعد تأثير بهرام فروخ على تعيين سوباشي في القدس سنجق "ضابط مسؤول عن النظام العام" في عام 1603. بعد وفاة بهرام تم تعيين فروخ سنجق بك في القدس وبعد ذلك في عام 1609 تم تعيينه سنجق بك من نابلس. أسس فروخ مدينة نابلس مقراً لأسرته بين 1609 حتى وفاته في 1620-1621. شغل منصب محافظ القدس أو نابلس أو كليهما. وصف المؤرخ الدمشقي محمد أمين المحببي فروخ باشا بـ "البطل المتميز ذو القلب الشجاع".
شغل منصب قائد قافلة الحج ، وقام ببناء بيت متنقل كبير يسمى وكالة الفروخية أو خان الفروخية للحجاج الذين تجمعوا في نابلس وفقًا لوصف المبنى الذي قدمه الرحالة التركي Evliya Çelebi كانت قوافل فروخ ضخمة و تشبه القلعة وتحتوي على 150غرفة" وكانت واحدة من العقارات التجارية الرئيسية في نابلس حتى منتصف القرن التاسع عشر. توفي فروخ باشا أثناء قيادة قافلة الحج في طريقه إلى مكة.

## إرثه
أصبحت سلالة فروخ التي أسسها فروخ باشا ومقرها في نابلس إحدى عائلات الباشا البارزة في فلسطين خلال العهد العثماني في القرن السابع عشر. وخلفه محمد بن فروخ ابن فروخ باشا سنجق بك في القدس ونابلس وأمير الحج حتى وفاته عام 1638.
إنتهى حكمهم في القدس ونابلس سناجق وكقادة لقافلة الحج في 1670 مع وفاة ابن محمد عساف باشا وتنازل سنجق بك من نابلس وأمير الحاج إلى موسى باش النمر. لا يزال أفراد العائلة يشكلون جزءًا من طبقات النخبة في القدس ونابلس ودمشق خلال القرن الثامن عشر.